# La Révolte du sage
La Révolte du sage est un tableau du peintre italien Giorgio De Chirico réalisé en 1916. Cette huile sur toile métaphysique est conservée au sein de l'Estorick Collection of Modern Italian Art, à Londres.

## Expositions
- Apollinaire, le regard du poète, musée de l'Orangerie, Paris, 2016 — no 104.
- Giorgio de Chirico, aux origines du surréalisme belge. René Magritte, Paul Delvaux, Jane Graverol, Beaux-Arts Mons, Mons, 2019 — no 7, p. 80.